# Euricania infesta
Euricania infesta är en insektsart som beskrevs av Melichar 1898. Euricania infesta ingår i släktet Euricania och familjen Ricaniidae. Inga underarter finns listade i Catalogue of Life.